# جیوانا پالا
جیوانا پالا (به انگلیسی: Giovanna Pala) (زاده ۱۵ ژوئیه ۱۹۳۲) بازیگر ایتالیایی است.
از فیلم‌های معروف او می‌توان به بازی در تعطیلات با یک گانگستر اشاره کرد.